# Christina Moore
Christina Moore, née le 12 avril 1973 à Palatine (Illinois), est une actrice américaine. 
Elle est surtout connue pour son rôle dans Hot Properties, Hyperion Bay, Beverly Hills 90210, 90210 Beverly Hills : Nouvelle Génération et Jessie.

## Biographie
Christina Moore est née le 12 avril 1973 à Palatine, dans l'Illinois aux États-Unis.

## Vie privée
Le 5 juillet 2008, elle épouse l'acteur américain John Ducey connu pour son rôle de Ford Lowell dans la série télévisée américaine Père malgré tout en 1999.

## Carrière
Elle est connue pour ses nombreux rôles comme celui de Emerson Ives dans la série télévisée américaine Hot Properties en 2005, celui de Amy Sweeny dans la série télévisée Hyperion Bay de 1998 à 1999. Elle est aussi connue pour son rôle de Karen dans le téléfilm Delta Farce mais aussi pour son rôle de Tracy Clark dans 90210 Beverly Hills : Nouvelle Génération ou encore le rôle de Christina Ross dans Jessie.

## Filmographie

### Cinéma
- 1997 : The Sore Losers : J-Wags Patron
- 1998 : Second Skin
- 2004 : Jusqu'au cou (Without a Paddle) : Butterfly
- 2005 : Complete Guide to Guys : Elaine
- 2007 : Delta Farce : Karen
- 2011 : Born to race : Mme Parker
- 2012 : Sperm Donor (court-métrage) : Olivia
- 2012 : Serial Dater (court-métrage)
- 2018 : Dirt de Alex Ranarivelo : Glenda Radden

### Télévision

#### Séries télévisées
- 1996 : Beverly Hills 90210 (saison 7, épisode 4) : Sexy Anchor
- 1996 : Married... with Children (saison 11, épisode 1) : La magnifique femme
- 1997 : Burning Zone : Menace imminente (The Burning Zone) (saison 1, épisode 14) : Tracy
- 1997 : Wings (saison 8, épisode 16) : Terri
- 1997 : Les Dessous de Palm Beach (Silk Stalkings) (saison 6, épisode 21) : Susan Henderson
- 1997 : Fired Up (saison 2, épisode 10) : Betsy
- 1997 : Presque parfaite (saison 2, épisode 8) : Jenny
- 1998 : Le Drew Carey Show (saison 3, épisode 21) : Sténographe judiciaire
- 1998 : Unhappily Ever After (4 épisodes) : Cherri
- 1998 : Friends (saison 4, épisode 20) : Marjorie
- 1998 : Conrad Bloom (saison 1, épisode 1) : Allison
- 1998-1999 : Hyperion Bay (Tous les épisodes) : Amy Sweeny
- 1998-2000 : Susan! (2 épisodes) : Elizabeth Macstone/Heather
- 2000 : Just Shoot Me! (saison 5, épisode 7) : Colleen
- 2001 : Sept jours pour agir (saison 3, épisode 11) : Dr Grace Weiman
- 2001 : Associées pour la loi (2 épisodes) : Jennifer Cooke
- 2001-2002 : Pasadena (4 épisodes) : Jayleen Richards
- 2002 : 24 heures chrono (saison 1, épisode 22) : Dana
- 2003 : Mad TV (8 épisodes) : Various
- 2003-2004 : That '70s Show (6 épisodes) : Laurie Forman
- 2005 : Unscripted (saison 1, épisode 8) : Groupe de soutien Témoignage
- 2005 : The Bad Girl's Guide (6 épisodes) : Sarah
- 2005 : Hot Properties (Tous les épisodes) : Emerson Ives
- 2006 : Love, Inc (saison 1, épisode 17) : Tiffany
- 2006 : Will & Grace (saison 8, épisode 21) : Kitty
- 2007 : The Wedding Bells (saison 1, épisode 5) : Chrissie Miller
- 2007 : Women's Murder Club (saison 1, épisode 6) : Drew Kaplan
- 2008 : Unhitched (saison 1, épisode 2) : Barbara
- 2008 : Mon oncle Charlie (saison 5, épisode 13) : Cynthia Sullivan
- 2008-2013 : 90210 (10 épisodes) : Tracy Clark
- 2009 : Sonny (saison 1, épisode 18) : Tammi Hart
- 2009 : Hawthorne : Infirmière en chef (Rôle principal - 21 épisodes) : Candy Sullivan
- 2010 : Burn Notice (saison 3, épisode 14) : Isabella
- 2011 : Free Agents (saison 1, épisode 4) : Date de Hank
- 2011-2012 : True Blood (4 épisodes) : Suzanne McKittrick
- 2011-2015 : Jessie (7 épisodes) : Christina Ross
- 2012 : Man Up (saison 1, épisode 13) : Marcy
- 2012 : Leçons sur le mariage (saison 6, épisode 11) : Jane
- 2012 : Castle (saison 5, épisode 6) : Stephanie Frye
- 2012-2014 : Last Man Standing (2 épisodes) : April
- 2014 : Suburgatory (saison 4, épisode 11) : Karen
- 2014 : Bad Judge (saison 1, épisode 11) : Femme de Tom
- 2017 : Marlon (saison 2, épisode 9) : Miss Frye
- 2017-2019 : Claws (8 épisodes) : Mandy Heiser
- 2019 : The Unicorn (saison 1, épisode 2) : Lizzie

#### Téléfilms
- 2001 : Walking Shadow : Jocelyn Colby
- 2017 : Searching for Fortune : Emily
- 2020 : Escort girl en classe affaires (Secrets in the Air) de Sam Irvin : Hannah